# Matt Hemingway
Matt Hemingway (* 24. Oktober 1972 in San Pedro, Los Angeles, Kalifornien) ist ein US-amerikanischer Hochspringer.
2000 wurde er US-Hallenmeister mit übersprungenen 2,38 m. Bei den Leichtathletik-Weltmeisterschaften 2003 in Paris/Saint-Denis belegte er den zwölften Platz.
Bei den Olympischen Spielen 2004 in Athen gewann er mit seiner Freiluftbestleistung von 2,34 m die Silbermedaille hinter Stefan Holm (SWE) und vor Jaroslav Bába (CZE). 
2005 wurde er US-Meister. Die Fußverletzung, die er dabei erlitt, behinderte ihn bei den Weltmeisterschaften in Helsinki, bei denen er nur auf den elften Platz kam. 
Matt Hemingway hat bei einer Größe von 1,98 m ein Wettkampfgewicht von 81 kg. Sein Großvater war ein Cousin des Schriftstellers Ernest Hemingway.